# Бутенко, Юрий Ильич
Юрий Ильич Бутенко (24 мая 1926, Харьков, СССР, УССР — 11 октября 1993, Киев, Украина) — украинский и советский учёный, специалист в области теоретической механики, основатель научной школы по исследованиям металлических и железобетонных оболочек и арочных конструкций, кандидат технических наук (1956), профессор, заслуженный работник Высшей школы Украины, действительный член Академии инженерных наук Украины, ректор Харьковского института инженеров коммунального строительства (сейчас — Харьковский национальный университет городского хозяйства имени А. Н. Бекетова) (1962—1975), заместитель Министра высшего и среднего специального образования УССР (1975—1988), Постоянный представитель Украины при ЮНЕСКО.

## Биография
Бутенко Юрий Ильич родился 24 мая 1926 года в Харькове в семье служащих. Отец работал заведующим сельхозотделом Харьковского района, мать – домохозяйка.
1933—1941 — учился в школе;
1941—1943 — вместе с семьёй находился в эвакуации в Мачешанском районе Волгоградской области;
1943 — вернулся в Харьков и поступил на подготовительные курсы Харьковского института инженеров железнодорожного транспорта (сегодня — Украинский государственный университет железнодорожного транспорта);
1944—1949 — учёба на механическом факультете ХИИЖТ, который окончил с отличием; присвоена квалификация инженер-механик путей сообщения;
1949—1950 — работал старшим лаборантом на кафедре строительной механики ХИИЖТ;
1950—1951 — заведующий лабораторией кафедры строительной механики ХИИЖТ;
1951—1952 — преподаватель кафедры строительной механики ХИИЖТ;
1952—1956 — учился в аспирантуре без отрыва от преподавательской деятельности (ассистент кафедры строительной механики ХИИЖТ);
1956 — получил учёную степень кандидата технических наук;
1957 — доцент кафедры строительной механики ХИИЖТ;
1958 — переведен на должность старшего преподавателя;
1962 — назначен ректором Харьковского института инженеров коммунального строительства (сейчас — Харьковский национальный университет городского хозяйства имени А. Н. Бекетова);
1963 — присвоено учёное звание доцента;
1969—1970 — назначен заместителем Министра высшего и среднего специального образования УССР;
1970—1975 — ректор Харьковского института инженеров коммунального строительства;
1975—1988 — 1-й заместитель Министра высшего и среднего специального образования УССР;
1988—1993 — профессор кафедры строительной механики Киевского филиала ХИИЖТ.
Умер 11 октября 1993 года в Киеве.

## Обучение и работа в Харьковском институте инженеров железнодорожного транспорта
В 1949 году, после завершения с отличием обучения в ХИИЖТ по специальности инженер-механик путей сообщения, студенту было предложено остаться в институте на научно-педагогической работе. Трудовой путь начал с должности лаборанта, а впоследствии — заведующего лабораторией.
1 ноября 1952 года Бутенко был зачислен в аспирантуру при кафедре строительной механики. За период прохождения теоретического курса аспирантуры и во время работы над диссертацией проявил себя как талантливый учёный. Выполненная им диссертационная работа представляет собой теоретико-экспериментальное исследование, имеющее научное и практическое значение для строительства. Полученные им в процессе работы результаты позволили использовать дополнительные запасы прочности при проектировании арочных конструкций.
В 1956 году получил учёную степень кандидата технических наук, защитив кандидатскую диссертацию по теме «Исследование несущей способности и расчёт двухшарнирных арок с учётом пластичных свойств материалов».
В этом же году он начинает преподавать строительную механику на должностях: ассистент, старший преподаватель, зарекомендовав себя наилучшим образом в учебно-методической работе кафедры.
За достигнутые успехи в деле подготовки инженерных кадров, проявленную инициативу и активное участие в научно-исследовательской и учебно-методической работе Министерством путей сообщения УССР и ЦК профсоюза работников железнодорожного транспорта был награждён Почётной грамотой и именными часами от Министра путей сообщения УССР.

## Ректор Харьковского института инженеров коммунального строительства (ХИИКС)
12 мая 1962 года приказом Министерства высшего и среднего специального образования Украины был назначен ректором ХИИКС.
Это было время действительного возрождения института. Юрию Бутенко как человеку, наделённому стратегическим виденьем перспектив, удалось безошибочно почувствовать веление времени, когда в государственной политике СССР решение проблем в жилищной и коммунальной сферах, а также обеспечение определённого уровня комфорта населения было выдвинуто на первый план. Он смог в корне изменить статус бывшего скромного вуза и поднять его авторитет. Под его руководством ХИИКС стал одним из наиболее престижных вузов Украины. В 1962—1976 преподавательский состав ХИИКС вырос со 116 до 324 человек. Постоянный поиск новых путей развития института подталкивал к созданию совершенно новых направлений подготовки специалистов. Так, от академии им. Л. А. Говорова институт получил оборудование для лаборатории светотехники, а в 1964 году на основании приказа МВ и ССО УССР в институте была организована кафедра светотехники и источников света. При этой кафедре в составе научно-исследовательского сектора в 1969 году была создана лаборатория пускорегулирующих аппаратов. В 1965 году на базе кафедры электротехники появилась кафедра электроснабжения городов, а в 1966 от кафедры планирования и благоустройства городов была отделена самостоятельная кафедра геодезии. В этот период институт начал подготовку специалистов для жилищно-коммунальной отрасли не только Украины, но и многих регионов СССР, а также стран Азии и Африки. Общая численность студентов в 1976 году составляла 4580 человек, когда как в 1963 году их было всего 460. Шла упорная работа над наращиванием учебных площадей.
В 1963 году силами сотрудников и студентов ХИИКС был разработан проект южного (главного) корпуса института. Возглавлял авторский коллектив архитектор Г. В. Сихарулидзе. Как вспоминал ветеран института С. И. Кувшинов, студенты на этом строительстве работали регулярно в две смены, а в критические моменты туда посылали помощь, снимая людей с занятий. Это была по-настоящему студенческая стройка. Благодаря энтузиазму и профессиональному мастерству коллектива в 1976 году институт получил свой главный корпус по ул. Черноглазовской (ныне — Маршала Бажанова) площадью 13 720 м2. Значительно расширилась материально-техническая база института. В 1963 году введен в эксплуатацию учебно-лабораторный корпус для факультета городского электротранспорта и общежитие № 2 (пер. Отакара Яроша, 7); в 1967 — новый корпус для инженерно-строительного факультета и общежитие № 3 площадью 6347 м2, рассчитанное более чем на 500 студентов (пер. Отакара Яроша, 10); в 1971 — общежитие № 4 площадью 5890 м2, где смогли разместиться 504 студента (пер. Отакара Яроша, 2). Начал действовать санаторий-профилакторий.
С именем Юрия Ильича Бутенко связано развитие студенческих строительных отрядов ХИИКС. География объектов, сданных в эксплуатацию участниками студотрядов, чрезвычайно широка: Харьковская область, Тюмень, Сургут, Надым, Полтава, Казахстан, Монголия, Венгрия.
Последовательно и настойчиво коллектив ХИИКС работал над улучшением условий труда и отдыха студентов. В 1964 году ХИИКС занесен в Почётную книгу «Летопись трудовых дел комсомола республики», а в 1966 и 1967 решением ЦК профсоюзов и коллегии МВ и ССО УССР институту дважды присуждается Республиканская премия «За образцовую организацию труда, быта и отдыха студентов». ХИИКС признаётся победителем Республиканского соревнования по трудовому воспитанию студенческой молодёжи. За ударную работу студенческих строительных отрядов институту было вручено на вечное хранение почётное Красное знамя ЦК ЛКСМУ с занесением комсомольской организации в Золотую Книгу Почёта комсомола Украины. В 1970 году при институте под председательством ректора Юрия Бутенко был создан постоянно действующий совет по вопросам быта студентов. Неоднократно институт входил в число победителей Республиканского конкурса на лучшую организацию условий труда, быта и отдыха студентов (в 1970году ХИИКС была присуждена первая премия), а в 1973 году институт занял І место во Всесоюзном конкурсе на лучшую организацию условий труда, быта и отдыха студентов.
В 1969 году в лесопарковой зоне Харькова — Сокольниках было развёрнуто строительство лыжной базы с борцовским и тяжелоатлетическим спортзалами, а в 1971 она открыла двери для спортсменов ХИИКС. Проект был удостоен бронзовой медали на ВДНХ СССР. В 1966 году при кафедре высшей математики была создана лаборатория вычислительной техники. В ХИИКС началась эра информационных технологий. По решению Коллегии МВ и ССО УССР с 11.02. по 15.05.1974 в институте было организовано изучение электронно-вычислительной техники всеми преподавателями института.
В институте были открыты новые, актуальные, необходимые городскому хозяйству страны специальности: «Электроснабжение городов» (1963), «Светотехника и источники света» (1964), «Промышленное и гражданское строительство» (1964), «Очистка природных и сточных вод» (1966), в 1974 году была возобновлена подготовка архитекторов. Ежегодный набор составлял 350—400 чел.
В 1975 году ХИИКС достиг уровня одного из авторитетнейших высших учебных заведений нашей республики. Открывая новые горизонты развития нашего института, Юрий Бутенко чётко осознавал важность преемственности традиций в этом процессе. В связи с этим в середине 1960-х годов он инициировал начало сбора материалов об истории нашего учебного заведения. Поиск информации и видеоматериалов проводился не только на Украине, а и в Средней Азии и на Кавказе, где во время эвакуации находился ХИИКС. Собранные материалы легли в основу первой музейной экспозиции об истории ХНУГХ, открытой в 1967 году. Ныне Музейный комплекс ХНУГХ им. А. Н. Бекетова имеет почти 50-летнюю историю плодотворной работы.

## Председатель Совета ректоров вузов г. Харькова
На решение проблем организации учебного процесса, улучшения условий труда и отдыха студентов в значительной степени была направлена деятельность Совета ректоров вузов Харькова, который был создан как общественный орган в 1967 году и работал на общественных началах. В то время возглавил Совет В. Г. Новиков, ректор Института радиоэлектроники. В 1972 году МВ и ССО УССР утвердило положение о Совете ректоров и состав Совета ректоров Харьковского центра вузов, включавшего 24 вуза Харьковской, Сумской и Белгородской областей.
Заданиями Совета ректоров было: координация деятельности вузов, обобщение и распространение опыта организации учебного процесса, воспитательной и научно-исследовательской работы; повышение квалификации профессорско-преподавательского состава; разработка предложений по дальнейшему развитию высшего образования в регионе; усиление связей вузов с предприятиями; разработка мероприятий, направленных на улучшение жилищно-бытовых условий преподавателей и студентов; укрепление межвузовской учебно-материальной базы. Решать эти сложные задания мог только работоспособный Совет. В него, кроме ректоров вузов, вошли руководители местных органов власти, общественных организаций, промышленных и сельскохозяйственных предприятий, студенты. В апреле 1973 года Совет ректоров Харьковского региона возглавил Юрий Бутенко. В состав Совета входило 57 человек. За годы председательства в Совете ректоров (до 1975 года). Юрий Бутенко внёс большой вклад как в организацию его работы, так и в решение многих поставленных перед ним задач. В центре внимания Совета всегда были самые актуальные, важнейшие вопросы жизнедеятельности вузов: использование вычислительной техники в вузах, разработка системы АСУ-ВУЗ, расширение сети факультетов повышения квалификации профессорско-преподавательского состава Харьковского центра вузов, создание при Харьковском Совете ректоров опорного пункта издательского объединения «Высшая школа», распределение площадок для строительства общежитий вузов и ход проектирования нового студгородка, ход строительства межвузовского спортивного комплекса «Высшая школа» и определение базового вуза по подготовке спортсменов высокого класса. Президиум Совета рассматривал вопросы о готовности студенческих отрядов к трудовому семестру, о проведении всесоюзной олимпиады «Студент и научно-технический прогресс» и другое. Опыт деятельности этого влиятельного органа впоследствии был распространён во всех регионах республики и стал мощным фактором развития высшей школы Украины.

## Заместитель Министра высшего и среднего специального образования Украины
В 1969 году, в связи с назначением на должность заместителя Министра высшего и среднего специального образования УССР, Юрий Бутенко освободил должность ректора, но уже в 1970-м вернулся в ХИИКС и возглавлял его до 1975 года.
В 1975 году Юрий Бутенко назначен первым заместителем Министра высшего и среднего специального образования УССР. При его непосредственном участии расширялась сеть учебных заведений на Украине, совершенствовалась подготовка специалистов по новым направлениям науки и техники, менялась материальная база вузов и техникумов Украины.
С целью улучшения качества подготовки специалистов, совершенствования учебного процесса, повышения успеваемости и снижения отсевов в процессе обучения уделялось внимание решению таких задач, как систематическому обновлению и переработке рабочих учебных планов и программ; разработке сквозных программ по специальностям, структурно-логических схем курсов и технологических карт лекционных, практических и семинарских занятий; интенсификации учебного процесса на основе широкого использования вычислительной техники, технических средств контроля и обучения и другое.
Кроме задач по организации учебного процесса, Министерство высшего и среднего специального образования УССР, в том числе и первый заместитель министра Юрий Бутенко, решало много других важных вопросов: контроль работы студенческих строительных отрядов, проверка организации работы студенческих отрядов с участием представителей министерств и ведомств, на объектах которых работали студенты; организация региональных совещаний с широким привлечением преподавателей вузов и учителей школ для обсуждения итогов вступительных экзаменов в вуз, разработка мероприятий по унификации требований в школах и на вступительных экзаменах; совершенствование деятельности советов ректоров вузов, дальнейшее совершенствование структуры этих советов, экономических региональных связей, создание дополнительно 9-ти территориальных центров при вузах; улучшение работы по подбору кандидатов и создание резерва кандидатов на вступление в аспирантуру; улучшение организации повышения квалификации профессорско-преподавательского состава.
За весомый вклад в развитие системы высшего образования на Украине, за выдающиеся организаторские способности Юрий Ильич Бутенко был удостоен звания «Заслуженный работник Высшей школы Украины».

## Работа в Киевском филиале Харьковского института инженеров железнодорожного транспорта
Работая в Министерстве, Юрий Бутенко продолжает научно-педагогическую деятельность в Киевском филиале Харьковского института инженеров железнодорожного транспорта.
С 1988 года, после увольнения с должности заместителя Министра высшего и среднего специального образования, Юрий Бутенко полностью посвятил себя педагогической деятельности. Работал профессором на кафедре строительной механики и гидравлики Киевского филиала ХИИЖТ. Слушателями его лекций были студенты, аспиранты, преподаватели института, а также специалисты строительной отрасли. Он руководил научными проектами студентов, его ученики готовили доклады на научные конференции. Юрий Бутенко проявил себя не только как учёный, но и как творческий, вдумчивый педагог. Он постоянно искал и находил более совершенные пути и средства обучения студентов. Большое внимание он уделял методической работе. Под его редакцией были изданы учебные пособия по строительной механике, в которых отразился его огромный педагогический опыт. По инициативе Юрия Бутенко и в его соавторстве были подготовлены и изданы с грифом МВ и ССО УССР учебник и руководство к практическим занятиям по строительной механике. В этих изданиях реализованы его идеи изложения и структурирования материала, особенности преподавания курса в вузе. Он постоянно координировал работу авторских коллективов при подготовке и издании учебника и учебных пособий.

## Научная школа и научные публикации
Юрий Бутенко активно занимался педагогической деятельностью, проводил большую научно-методическую работу. Создал в ХИИКС научную школу по исследованию металлических и железобетонных оболочек и арочных конструкций. Как истинный учёный Юрий Бутенко уделял большое внимание развитию научных исследований в институте. Перед коллективом ХИИКС он поставил задание развернуть студенческую науку как основу профессиональной подготовки будущих специалистов. Активно действовали студенческие научные кружки по разнообразным проблемам науки и техники, значительная часть участников которых стала ведущими учёными ХИИКС. За этот период им было подготовлено 11 кандидатов наук. Некоторые из них сегодня преподают в Харьковском национальном университете городского хозяйства имени А. Н. Бекетова и других вузах Харькова и Украины.
Также, Юрий Бутенко — автор и соавтор более 150 научных трудов, среди них учебные пособия и учебник, по которым учились поколения будущих инженеров бывшего Советского Союза:
— Матричные алгоритмы в строительной механике стержневых систем (1980);
— Строительная механика стержневых систем и оболочек (1980);
— Строительная механика. Руководство к практическим занятиям (1984);
— Строительная механика. Руководство к практическим занятиям, 2-е изд. (1989);
— Строительная механика (1989).
Благодаря многолетним плодотворным научным исследованиям Юрий Бутенко был избран действительным членом Академии инженерных наук Украины.

## Публикации о Ю. И. Бутенко
1. Бутенко Юрий Ильич // Выдающиеся педагоги высшей школы
г. Харькова / В. И. Астахова, Е. В. Астахова, А. А. Гайков и др. — Харьков : Глобус, 1998. — С. 153—154.
2. Бутенко Юрий Ильич // Высшие учебные заведения Харькова : информационно-справочное приложение к журналу «Деловая жизнь» / авт.-сост.: Н. Л. Зотова, Л. Н. Шутенко. — Харьков : Инкомцентр, 1995. — С. 4.
3. Бутенко Юрий Ильич // Служение Отечеству и долгу : Очерки о жизни и деятельности ректоров харьковских вузов (1805—2004 гг.) / под общ. ред.: В. И. Астаховой, Е. В. Астаховой. — Харьков : Изд-во НУА : Золотые страницы, 2004. — С. 523—524. — (Харьковский биографический словарь).
4. Бутенко Юрій Ілліч // Енциклопедія Сучасної України / Нац. акад. наук України, Наук. тов-во ім. Шевченка, Коорд. бюро Енциклопедії Сучас. України; [керівник наук.-ред. підг. ЕСУ М. Г. Железняк]. — Київ : [Поліграфкнига], 2004. — Т. 3 : Біо — Бя. — С. 652.
5. Бутенко Юрій Ілліч // Історія Української державної академії залізничного транспорту (1930—2005) / [за заг. ред.: М. І. Данька, Т. А. Мукмінової]. — Київ : Транспорт України : УкрДАЗТ, 2005. — С. 140, 142.
6. Бутенко Юрій Ілліч // Харківська державна академія міського господарства / редкол.: Т. П. Єлісеєва, О. Л. Рябченко, Н. П. Тріпутіна та ін. ; гол. ред. Г. В. Стадник. — Харків : Золоті сторінки, 2002. — С. 63, 64, 67, 69-70, 112, 113.
7. Бутенко Юрій Ілліч // Харківський інститут інженерів комунального будівництва. 1941—1945 / [керівник проекту В. М. Бабаєв; гол. редкол. Л. М. Шутенко; коорд. проекту Т. П. Єлісеєва; упоряд.: Т. П. Єлісеєва, Т. О. Лобинцева]. — Харків : Золоті сторінки, 2015. — С. 50. — (Сторінки історії Харківського національного університету міського господарства імені О. М. Бекетова).
8. Бутенко Юрій Ілліч // Харківський національний університет міського господарства імені О. М. Бекетова : монографія / [керівник вид. проекту В. М. Бабаєв; редкол.: Л. М. Шутенко, Г. В. Стадник, Т. П. Єлісеєва та ін.]. — Харків : Золоті сторінки, 2012. — С. 24, 134, 144, 145, 146, 152, 155, 156, 157, 161—162, 163, 165, 169, 170, 173, 198, 203, 227, 240, 318, 320, 426.
9. Высокие награды Родины : [награждение Ю. И. Бутенко орденом Октябрьской революции] // Красное Знамя. — 1976. — 16 апреля. — С. 4.
10. Кормилицын Р. Молодая кафедра : [о Ю. И. Бутенко] / Р. Кормилицын // Строительная газета. — 1962. — 2 марта.
11. Награждение работников Высшей школы: [награждение Ю. И. Бутенко орденом «Знак Почёта»] // Красное знамя. — 1961. — 20 сентября.
12. Нести в маси величні ідеї партії : [обласна нарада з питань ідеологічної роботи : виступ Ю. І. Бутенка] // Соціалістична Харківщина. — 1962. — 13 січня.
13. С областного совещания по вопросам идеологической работы : [о выступлении Ю. И. Бутенко] // Красное знамя. — 1962. — 13 января.
14. Сивцов А. Учёный, педагог, созидатель : [Юрий Ильич Бутенко] / А. Сивцов // Красное Знамя. — 2000. — № 19. — С. 2.
15. Успішна праця — ближче велика мета : [про Ю. І. Бутенко] // Соціалістична Харківщина. — 1961. — 9 серпня.